# Ptochophyle flavipuncta
Ptochophyle flavipuncta är en fjärilsart som beskrevs av W. Warren 1899. Ptochophyle flavipuncta ingår i släktet Ptochophyle och familjen mätare. Inga underarter finns listade.